# 女性のまなざし
「女性のまなざし」（じょせいのまなざし、英語: female gaze）はフェミニスト映画理論などのフェミニズムの議論において芸術作品の女性観客、登場人物、監督などのまなざしを指して使われる言葉である。実際の作り手や観客のジェンダーにかかわらず、主体性のある存在として女性とそのまなざしをとらえることを議論する際にこの言葉が使われることもある。1970年代にフェミニズム思想の興隆とともに構想され、現在では英語圏を中心に、映画理論やジェンダー研究、ポストコロニアル理論など広い範囲で用いられる基本概念となっている。フェミニスト映画理論の理論家であるローラ・マルヴィの「男性のまなざし」に対応して作られた言葉である。厳密には異なっているものの、1985年にブラハ・L・エッティンガーが作った「母体のまなざし」という言葉にも近い。

## 背景
女性のまなざしについての議論の背景にはローラ・マルヴィによる男性のまなざしに関する議論がある。ローラ・マルヴィは論文「視覚的快楽と物語映画」で男性のまなざしにおける窃視症とフェティシズムを議論した。アルフレッド・ヒッチコックの1954年の映画『裏窓』を引き、ジークムント・フロイトの精神分析理論を応用しつつ、男性のまなざしというコンセプトに焦点をあて、この映画におけるカメラアングルやナラティヴの選択、小道具について議論した。マルヴィの論文は「スコポフィリア（視覚快楽嗜好）」のコンセプト、つまりまなざすことから得られる快楽を中心に扱っており、映画における女性を客体化され、見られる一方でまなざしを返せない美観（スペクタクル）として位置づけた。この観点に基づき、マルヴィは多くの映画における女性の描写を批判している。

## 理論
カナダの撮影監督であるゾーイ・ダースはドキュメンタリー映画のジャンルにおける女性のまなざしに注目し、快楽の要素と視聴者の同一化を分析した。制作と受容の事典におけるまなざしを分析し、撮影監督が女性で主体も女性である場合、映画の対象は異なる役割を果たすと述べている。ダースは女性の撮影監督を雇うことで、女性が男性のまなざしが創り上げた窃視的なスペクタクルではなく、実際あるがままの姿で見られるようになると論じている。ダースはカイロで撮影をした際、人混みの中にいて周りの男性に注目されているのを認めた。はじめは周りの男性たちは好奇心にかられているようで、ダースはこれが自分のジェンダーのせいか、自分がカメラを持っているという事実のせいかと思った。ほどなく男たちはダースを押しのけるようになり、ダースはカイロで他の女性も同様に感じている危険を感じた。このことはダースの映画 Shadow Maker で描かれている。ダースは、ロマの女性が歌っているのを撮影した際、自らのジェンダーのせいで男性とは違う控えめな観察者になることができたと述べた。
ダースは女性のまなざしについて、映画制作の技術分野における女性の少なさも批判している。ドキュメンタリージャンルにおける自らの経験に基づき、ダースは製作における女性のまなざしに着目し、映画産業における白人ミドルクラス男性の優位を指摘している。ダースによると、女性はしばしば映画産業の収益性の高さによりそこから閉め出されている。このため、女性視聴者のために制作したり、女性のまなざしを再現する女性が少なくなってしまっている。ダースは映画から引用を行いつつ、女性のまなざしを適切に再現できる女性映画監督や技術スタッフの必要性を端鏡している。ダースがあげている例のひとつは1992年のドキュメンタリー映画である『女たちの禁じられた恋』であり、この作品は1950年代にカミングアウトしたレズビアンの物語を扱っている。ダースによると、この映画においてはフェミニストでレズビアンである監督が女性のまなざしを肯定しつつ男性のまなざしを転覆させ、俳優が男性の欲望ではなく女性の欲望の対象となる視界を創り上げている。ダースはフェミニストの映画化作家がいる時には映画はフェミニズム的な要素を創り出せると論じている。ダースは、女性のまなざしを正確に再現するためには女性が自らの芸術をコントロールできるようになるのが必須だと述べている。
ポーラ・マランツ・コーエンはチック・フリックのジャンルにおける女性のまなざしを女性が着ている衣類にとくに着目して論じている。コーエンによると、『新婚道中記』のような映画においてはスペクタクルがプロットを無効化している。アイリーン・ダンの衣装は映画の中心的側面と見なされている。ダンが着るさまざまなドレスは贅沢だが性的対象とはされていない。衣服は喜劇的な要素があると見なされるかもしれないが、ダンの自立と女性らしさを支える形にもなっている。コーエンは『ウェディング・プランナー』においてジェニファー・ロペスが映画の間ずっと露出度が低く、衣服を全部着用したままであることを指摘している。この映画の衣服は『新婚道中記』同様、喜劇的要素があるとは見なされるが性的要素の強調なしに見る者の目を引く。コーエンはこうした映画における主役の女性スターと男性の共演者の間の関係を分析し、こうした映画は女性が求めるものを正確に描き出しており、女性スターは肯定的なやり方で引き立つように、またより女性を引き立ててくれるようなパートナーがいる存在として描かれていると述べている。
映画作家のエイプリル・ムランは、「私にとっては、女性のまなざしというのは透明性です。観客と映画作家の間にあるヴェールは薄く、それによってもっといろいろ可能になります」と述べている。

## 分析における使用
美術史家のグリゼルダ・ポロックや映画理論研究者のフリアン・アルリャは、ブラハ・L・エッティンガーの母体のまなざしのコンセプト、エロス、見ることに取り組み、シャンタル・アケルマンやペドロ・アルモドバルの映画における女性のまなざしを分析している。
『ハンドメイズ・テイル/侍女の物語』、『アイ・ラブ・ディック』、『Fleabag フリーバッグ』、『ラブ・ウィッチ』などの作品における女性のまなざしの存在が批評家から注目されている。
レズビアンを扱った論争的なドラマ映画である『アデル、ブルーは熱い色』については、男性のまなざしが支配的で女性のまなざしに欠けていることについて相当な批評があり、「家父長制のまなざし」と読んだ批評家もいた。映画原作となった本の著者であるジュル・マロは、「私が思うに、レズビアンこそがセットに欠けていたのだ」と批判している。

## 批判
男性のまなざし同様、女性のまなざしについても強い批判をする批評家がいる。ケイトリン・ベンソン＝アロットはNo Such Thing Not Yet: Questioning Television Female Gazeで、女性のまなざしにおけるマイノリティ表象の欠如を論じた。ベンソン＝アロットは女性のまなざしは共通するジェンダーに基づく普遍的経験を想定しているが、マイノリティを無視してかわりに白人ミドルクラス女性の生活を中心にしてしまっていると論じている。この論文はとくにテレビに焦点をあてており、『アイ・ラブ・ディック』、『GLOW: ゴージャス・レディ・オブ・レスリング』、『インセキュア』を例として用いている。ベンソン＝アロットは、『アイ・ラブ・ディック』、『GLOW: ゴージャス・レディ・オブ・レスリング』は非白人のキャラクターを導入しているが、白人の主人公を決して脅かさない脇役にキャストしていると論じている。他方、『インセキュア』は将来のフェミニズム的テレビ番組のモデルを提供しているとも指摘している。この番組はイッサと友人モリーを追うもので、こうした人々の個人的・職業的関係における自滅的な衝動を中心に据えている。ストーリーラインはリスクにさらされている若者を対象とするイッサの仕事にも焦点をあて、ロサンゼルスの人種の力学を探究している。反人種差別的コメディの形をとりつつ、『インセキュア』はホワイト・フェミニズムにばかり焦点があたって黒人女性が無視される状況に挑戦しているとベンソン＝アロットは論じている。
ナタリー・パーフェッティ＝オーツはChick Flicks and the Straight Female Gazeで、異性愛者女性のまなざしにより男性の性的客体化が起こる可能性を問題視した。パーフェッティ＝オーツによると、男性主人公を女性視聴者の性的対象としてのみキャストするチック・フリックはジェンダー平等を生むよりもジェンダーに基づく偏見を裏返すものである。オーツはアクション映画やチック・フリックがますます男性の身体を見せることになっており、これは異性愛者女性のまなざしを作り出すようになっているが、ここにチック・フリックにもともと存在するセックス・ネガティブな態度が関係してくることで新たな問題が生み出されていると論じている。オーツの論考では『寝取られ男のラブ♂バカンス』、『ニュームーン/トワイライト・サーガ』、『マジック・マイク』などの映画を例としてあげている。たとえば『マジック・マイク』では、マイクはストリッパーとしての仕事をやめた後でやっと作中における恋愛の対象となるので、性的対象とされるか恋愛の対象とされるかの二択で、一度に両方の役割を果たすことはなく、ここではセックスがネガティブにとらえられている。パーフェッティ＝オーツは、平等の達成に近づくには男性がかつての女性同様ただ客体化されるのではなく、男性と女性の両方が自由に主体と客体の間を動き回れることが必要であると指摘している。
Romance and the Female Gaze: Obscuring Gendered Violence in the Twilight Saga で著者のジェシカ・テイラーは新たに現れつつある女性のまなざしと、このまなざしがロマンスものに影響して暴力的な男性の身体を欲望にふさわしいものとして提示するようになっていることを批判している。テイラーは『トワイライト』シリーズはロマンスものの伝統を使用するにあたって反動的でナイーヴだと述べている。女性のまなざしが暴力的な男性の身体を欲望にふさわしいものとして提示するありようを説明するのに、テイラーはマルヴィの先行研究を援用した。とりわけテイラーは、不安をもたらす女性の身体がいかにフェティッシュ化され、男性視聴者の快楽に源にされるかを説明するためマルヴィが用いた「呪術崇拝的視覚快楽嗜好」の概念に焦点をあてた。この概念を用い、女性観客が強力で暴力的な男性身体を怖れるよりも欲望するように導かれていると論じた。テイラーは、ジェイコブとエドワード両方の身体が視覚的に欲望にふさわしい男性として提示される様相を例としてあげている。これにより暴力の脅威が弱められ、女性視聴者に対して発生しうる脅威が無効化される。テイラーは限られた特定の女性のまなざしを使用することにより、ジェンダーバイオレンスの発生と、暴力的な男性身体が安心でき欲望の対象になるものとして再コード化されていると論じている。